# Mate Garković
Mate Garković (ur. 12 września 1882 w Velim Racie, zm. 26 maja 1968) – chorwacki duchowny rzymskokatolicki, arcybiskup zadarski.

## Biografia
28 lipca 1907 otrzymał święcenia prezbiteriatu i został kapłanem archidiecezji zadarskiej.
22 lutego 1952 papież Pius XII mianował go administratorem apostolskim archidiecezji zadarskiej oraz biskupem tytularnym adrasuskim. 30 marca 1952 przyjął sakrę biskupią z rąk biskupa hvarsko-bracko-viskiego Miho Pušica. Współkonsekratorami byli administrator apostolski diecezji szybenickiej bp Ciril Banic oraz biskup pomocniczy archidiecezji splicko-makarskiej Frane Franić.
Archidiecezja zadarska wakowała od zakończenia II wojny światowej i objęcia władzy w Jugosławii przez komunistów. 24 grudnia 1960 bp Garković został pierwszym powojennym arcybiskupem zadarskim. Urząd ten sprawował do śmierci 26 maja 1968.
Jako ojciec soborowy wziął udział w soborze watykańskim II.